# GALAXY Technology
GALAXY Technology Ltd. est un fabricant de cartes graphiques fondé en 1994, et basé à Hong Kong, Chine. L'entreprise fournit aussi des cartes graphiques OEM. Commercialisées sous la marque GALAXY Tech, les cartes graphiques ont l'intérêt d'avoir des refroidissements généralement différents de ceux d'origine, et certains modèles sont "overclockés" d'usine.

Leurs produits sont commercialisés en Europe sous le nom KFA2 et sous le nom GALAX dans le reste du monde. La société possède des bureaux en Pologne et à Shenzhen tandis que ses usines sont basées en Chine.